# Контральто
Контра́льто (итал. contralto) — самый низкий женский певческий голос с широким диапазоном грудного регистра. Рабочий диапазон: ре-фа — фа2-ля2 (146,8—880 Гц). Ярко выраженное грудное резонирование распространяется на весь средний регистр. Характерным признаком контральто являются полнокровные, густые ноты в малой октаве. 

## Вокальные характеристики
Как пишет Лаури-Вольпи, контральто приближается к мужским голосам (часто совпадает в тесситуре с контратенором). Этот факт иллюстрирует способность контральто легко озвучивать почти всю малую октаву. Именно способность озвучивать всю малую октаву отличает контральто и меццо-контральто (певицу, наделённую регистрами двух голосов) от меццо-сопрано. Так, в партии Оттона из «Коронации Поппеи» Монтеверди в контральтовой редакции поётся до малой октавы. 
«Коронные» ноты контральто — низкие, а верхний регистр «короткий» и не представляет интереса. Из этого правила встречаются исключения: например, голоса Эвы Подлещ, Елизаветы Антоновой, Кэтлин Ферриер и некоторых других контральто имеют полнозвучный верхний регистр.

## История
Уникальные глубина и резонанс контральто ценились до появления микрофонов за способность проецировать голос в больших залах. Контральто и контратеноры исполняют партии мальчиков-подростков и юношей, в том числе и написанные до начала XIX века для кастратов. «Золотым веком» контральто считается период с 1820-х по 1920-е годы, когда значительную долю их репертуара составляли оратории и духовная музыка. Снижение популярности данных сочинений и изобретение усилителей звука уменьшило востребованность контральто, особенно во второй половине XX века, а написанные для них оперные партии стали зачастую исполняться меццо-сопрано.
В начале XXI века многие оперные театры сетуют на дефицит контральто. Голоса насыщенного и резонирующего нижнего регистра в природе встречаются гораздо реже, чем высокие, а с сокращением репертуара контральто в XX веке певицы, которые в прошлом могли бы стать контральто, предпочитают обучаться как меццо-сопрано или даже как драматические сопрано. Таким образом, главная причина «контральтового кризиса» — упор современной вокальной подготовки на универсальность (возможность исполнения певицей максимального спектра произведений различных стилей). Голоса высокие, яркие, подвижные считаются более универсальными и драматичными, вытесняя голоса более глубокие, «тёмные» (в числе которых и контральто).
За пределами классической музыки низкие женские голоса всегда были востребованы. Среди знаменитых обладателей таких голосов — Лидия Русланова, Махалия Джексон, Билли Холидей, Сара Воан, Нина Симон, Ширли Бэсси, Шер, Энни Леннокс, Шакира, Лана Дель Рей.

## Репертуар
- Рапсодия для контральто с оркестром (Alt-Rhapsodie) И. Брамса
- Оперные партии:
  - А. П. Бородин: Кончаковна («Князь Игорь»)
  - П. И. Чайковский: Ольга («Евгений Онегин»), Графиня, Полина, Миловзор* («Пиковая дама»)
  - Анджелина, «Золушка» Дж. Россини*
  - Слепая, мать Джоконды, «Джоконда» Амилькаре Понкьелли
  - Эрда, «Золото Рейна», «Зигфрид» (Р. Вагнера)*
  - Клитемнестра, «Электра» (Р. Штрауса)*
  - Маддалена, «Риголетто» Дж. Верди*
  - Лючия, «Сельская честь» (П. Масканьи)
  - Малькольм, «Дева озера» Дж. Россини*
  - Маргрет, «Воццек» (А. Берга)
  - Мари, «Летучий голландец» (Вагнер)
  - Матушка-Гусыня, «Похождения повесы» (Стравинский)
  - Герцогиня, «Сестра Анджелика» (Дж. Пуччини)
  - Ульрика, «Бал-маскарад» Дж. Верди

Примечание. Знак «*» указывает на партию, которую может также исполнять меццо-сопрано